# Hasselvaxskivling
Hasselvaxskivling (Hygrophorus lindtneri) är en svampart som beskrevs av M.M. Moser 1967. Hasselvaxskivling ingår i släktet Hygrophorus och familjen Hygrophoraceae.  Arten är reproducerande i Sverige. Inga underarter finns listade i Catalogue of Life.